# 누로사우루스
누로사우루스(Nurosaurus)는 중생대 백악기 전기에 서식한 4족보행의 초식공룡이다. 용반목-용각아목-카마라사우루스과에 속하고, 아시아대륙에서 서식했던 공룡 중에서는 최대급의 용각류이다. 전체 몸 길이는 약 25m, 체중은 23t가량 되었을 것으로 추정된다. 최초 화석은 1985년 중국 내몽골 자치구에서 발견되었다. 학명은 화석이 발견된 현지의 소수민족의 언어에서 유래된 것으로, "호수"라는 의미를 갖고 있다. 당시 발견된 화석은 전체골격의 약70%에 달했다. 목과 꼬리는 짧다.